# Choắt mỏ nhác
Choắt mỏ nhác (danh pháp hai phần: Limosa limosa) là một loài chim trong họ Dẽ.
Nó là một loài chim bờ biển lớn, chân dài, mỏ dài, được Carolus Linnaeus vào miêu tả năm 1758. Nó là một thành viên của chi Limosa. Có ba phân loài, tất cả đều có đầu, cổ và ức màu cam trong mùa sinh sản và nâu xám trong mùa đông. 
Phạm vi sinh sản của nó không liên tục trải dài từ Iceland qua châu Âu và khu vực Trung Á. Nó trú đông trong các khu vực đa dạng như Tiểu lục địa Ấn Độ, Australia, Tây Âu và Tây Phi.

## Phân loài
Loài này được Carolus Linnaeus miêu tả ban đầu với tên gọi Scolopax limosa vào năm 1758. Tên khoa học của nó bắt nguồn từ tiếng Latin limus, nghĩa là 'bùn'. Loài này có 3 phân loài gồm:
- L. limosa limosa, Choắt mỏ nhác châu Âu, sinh sản ở tây và trung Âu đến trung Á và Nga thuộc châu Á, đến tận sông Yenisei.[4] Đầu, cổ và ngực của nó có màu vàng nhạt.[3]
- L. limosa islandica, còn gọi là choắc mỏ nhác Iceland, sinh sản chủ yếu ở Iceland, nhưng cũng sinh sản trên các đảo khác như quần đảo Faeroe, Shetland và quần đảo Lofoten. So với loài phân loài limosa, nó có mỏ ngắn hơn, chân ngắn hơn và màu sắc đỏ hơn kéo dài đến bụng.[3]
- L. limosa melanuroides, còn gọi là choắt mỏ nhác châu Á, sinh sản ở Mông Cổ, miền bắc Trung Quốc, Xibia và Viễn Đông Nga.[4] Bộ lông của nó tương tự như của phân loài islandica, nhưng kích thước của nó nhỏ hơn rõ rệt.[3]

## Với con người
Ở châu Âu, loài này chỉ bị săn bắt ở Pháp, với tổng số cá thể bị giết ước tính từ 6.000 đến 8.000 con. Điều này làm tăng mối đe dọa đến số lượng cá thể loài này ở tây Âu, và Ủy ban châu Âu có kế hoạch quản lý tại chỗ loài này ở các quốc gia thành viên. Ở Anh, loài này trước đây có giá rất cao trong ẩm thực. Sir Thomas Browne (1605–1682) nói rằng: "[Godwits] cung cấp các món ăn ngon nhất ở Anh và tôi nghĩ, con càng lớn giá càng cao." Tên trong tiếng Anh của nó là Black-tailed Godwits, các tên cũ của nó gồm Blackwit, Whelp, Yarwhelp, Shrieker, Barker và Jadreka Snipe. Tên tiếng Iceland của loài này là Jaðrakan.

## Hình ảnh

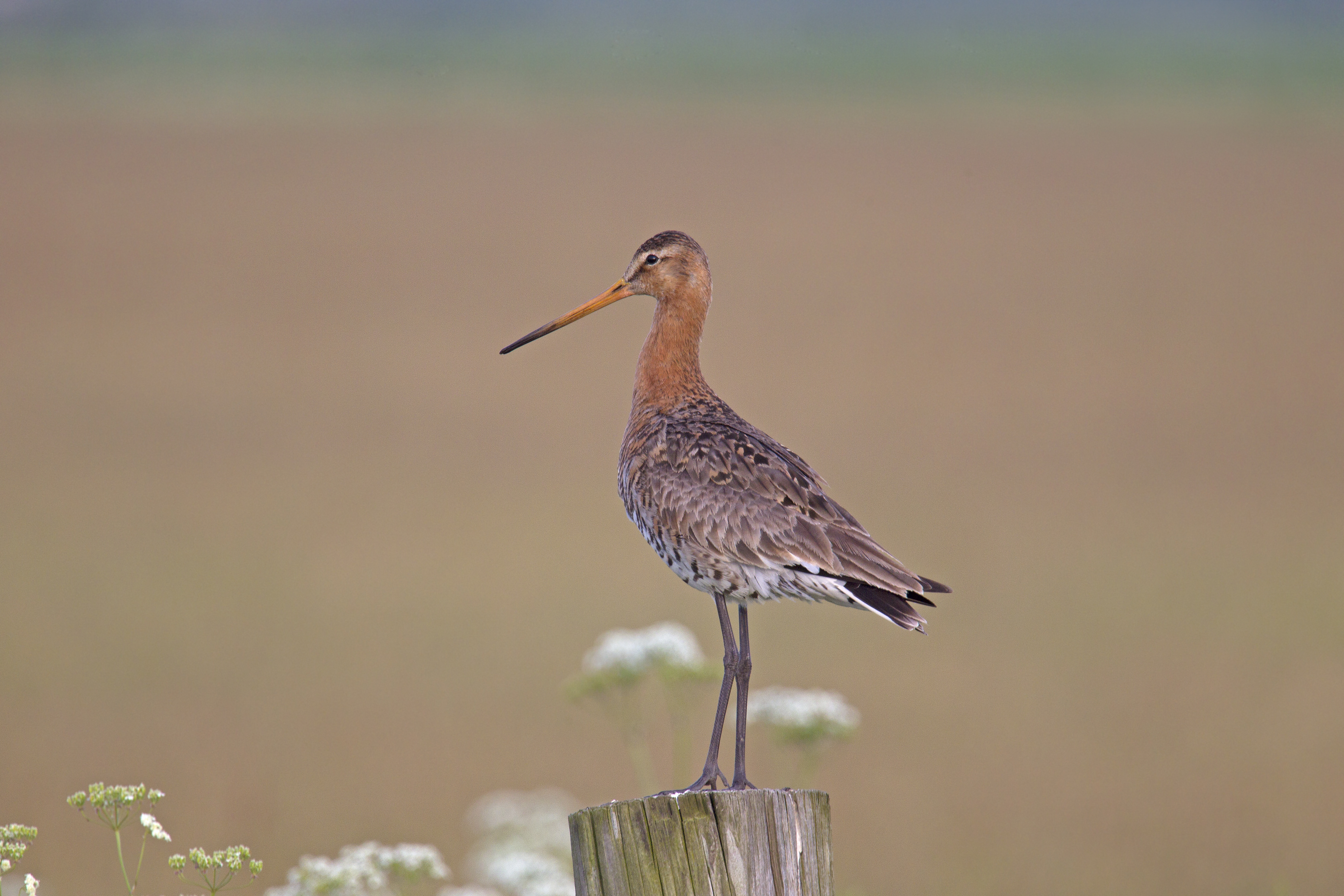
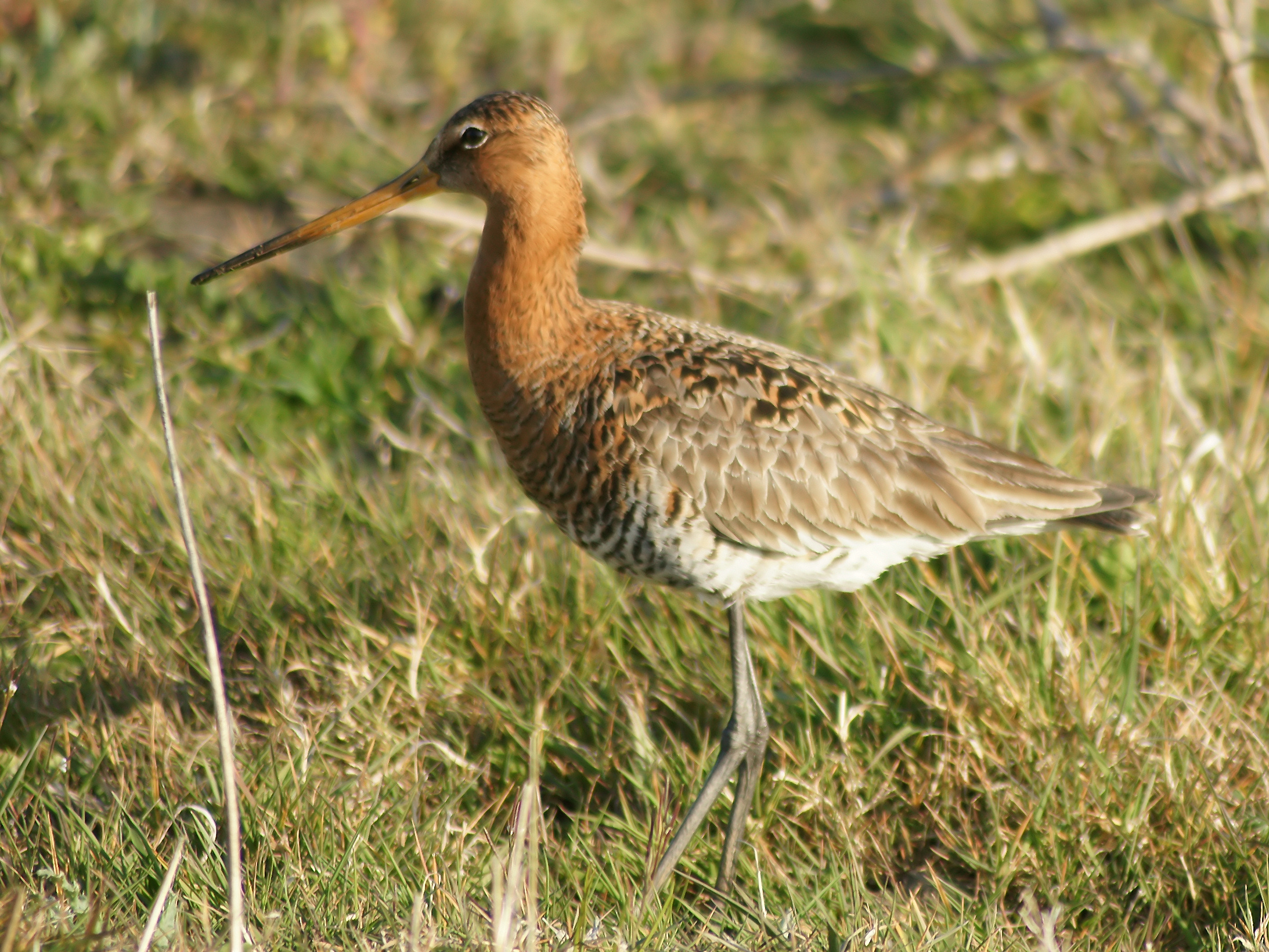
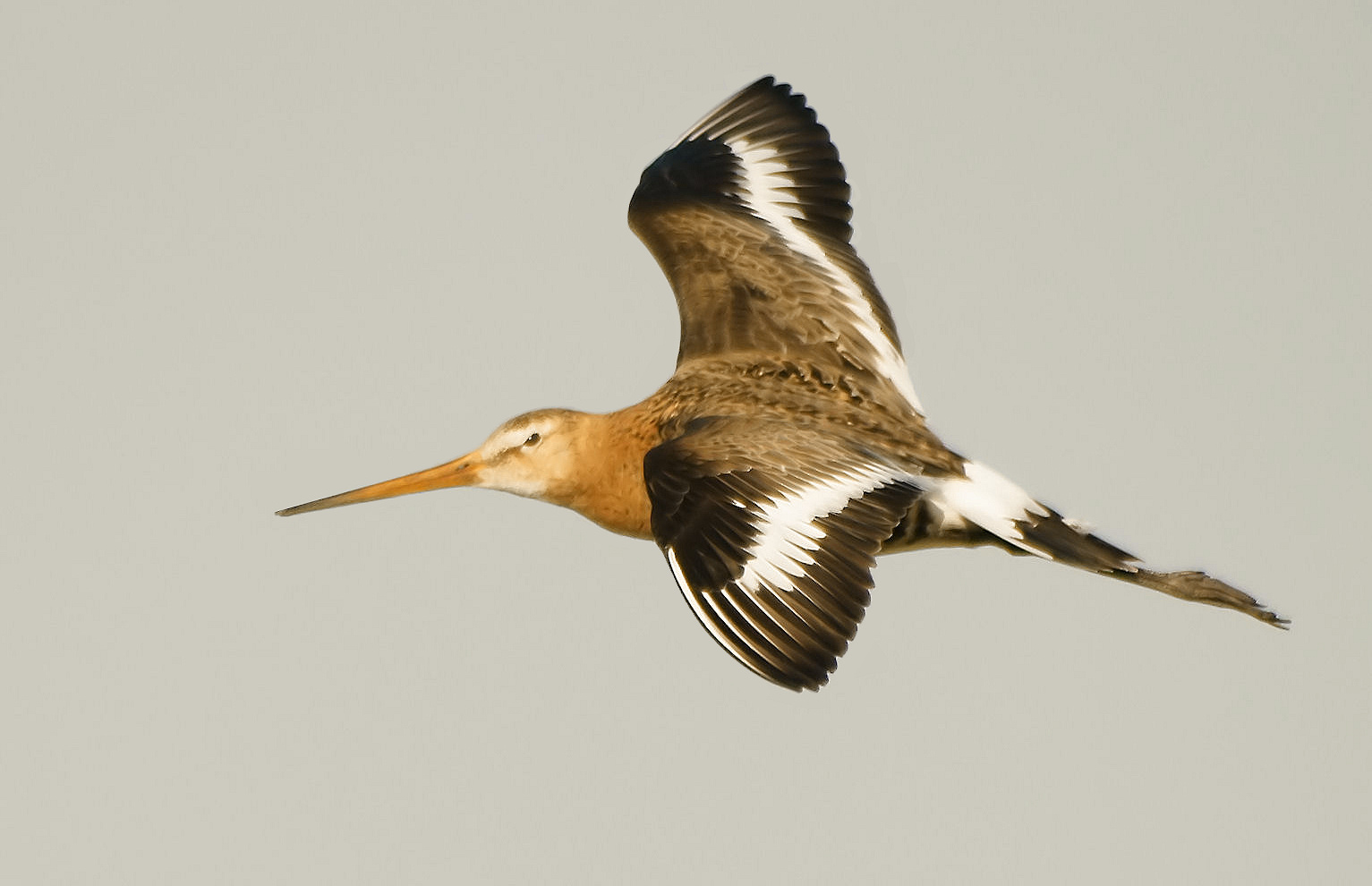
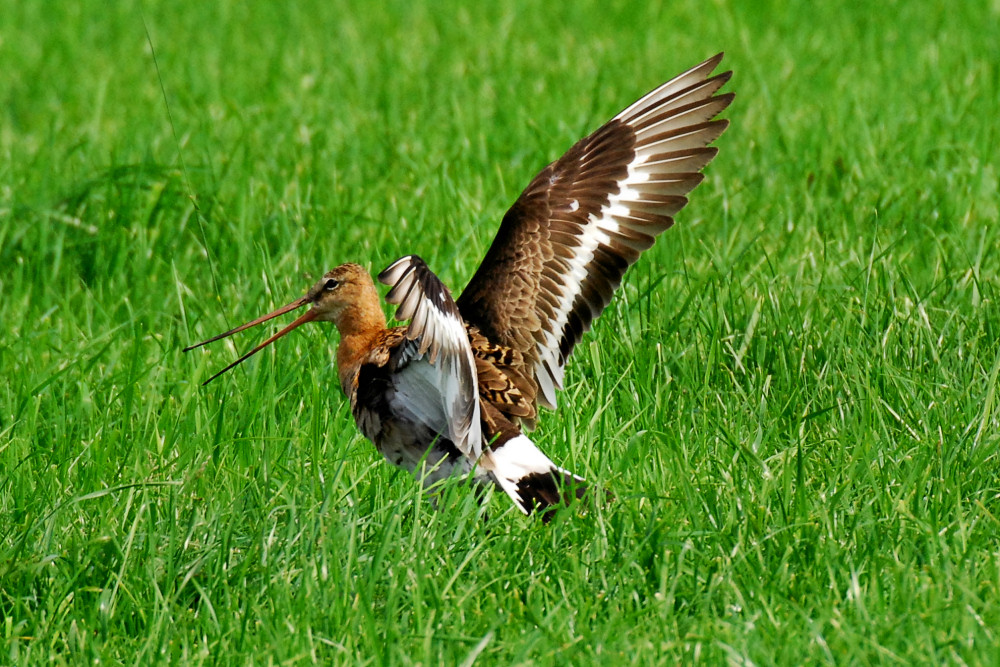
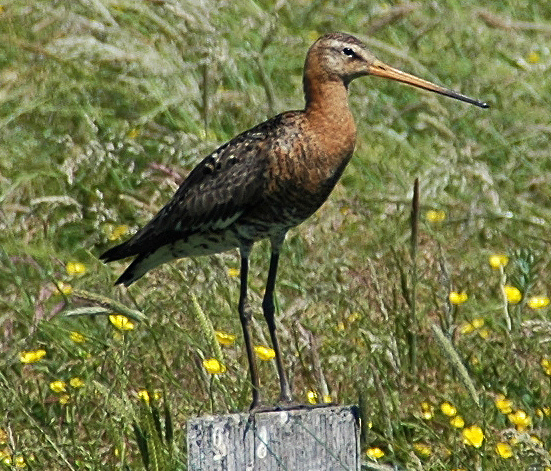